# 国立病院機構京都医療センター
独立行政法人国立病院機構京都医療センター（どくりつぎょうせいほうじんこくりつびょういんきこうきょうといりょうセンター）は、京都市伏見区にある医療機関。独立行政法人国立病院機構が運営する病院である。前身は京都衛戍病院、国立京都病院。
政策医療における内分泌・代謝性疾患の高度専門医療施設（準ナショナルセンター）として国立病院機構のネットワークの中心となっている。また、その他の政策医療分野においては、成育医療の基幹医療施設、がん、循環器病、腎疾患、感覚器疾患の専門医療施設である。

## 沿革
- 1907年（明治40年） - 京都衛戍病院として設立
- 1945年（昭和20年） - 国立京都病院として厚生省に移管
- 1978年（昭和53年） - 臨床研究部設置
- 1984年（昭和59年） - 救命救急センター設置
- 1995年（平成7年） - 京都府エイズ治療拠点病院
- 2003年（平成15年） - 臨床研究センター設置
- 2004年（平成16年） - 独立行政法人国立病院機構京都医療センターに名称を変更。
- 2007年（平成19年） - 地域がん診療連携拠点病院に指定される。

## 診療科
- 総合内科・総合診療科
- 膠原病・リウマチ内科
- 神経内科
- 血液内科
- 腎臓内科
- 腫瘍内科
- 消化器内科
- 呼吸器科
- 循環器内科
- 糖尿病内科
- 内分泌・代謝内科
- 小児科
- 外科
- 整形外科
- 形成外科
- 脳神経内科
- 血管外科
- 心臓外科
- 皮膚科
- 泌尿器科
- 産婦人科
- 眼科
- 精神科
- 耳鼻咽喉科・頭頸部外科
- 歯科口腔外科・小児歯科
- 放射線科
- 麻酔科
- リハビリテーション科
- 病理診断科
- 緩和ケア科
- 救命救急科

### 専門外来
- 禁煙外来
- フットセンター外来
- メタボリック外来
- 1型糖尿病外来
- セカンドオピニオン外来
- 遺伝カウンセリング外来
- 神経内科・音楽療法外来
- 夜間頻尿外来
- 美容外来
- 骨粗鬆症・サルコペニア外来
- 脳血管障害外来
- 多発性のう胞腎外来

### 部門/センター等
- 救命センター
- 健診センター
- 地域医療連携室
- 臨床研究センター
- 糖尿病センター
- WHO　糖尿病協力センター
- 内分泌・甲状腺・高血圧センター
- めまいセンター
- スポーツ医学センター
- 遺伝診療部
- 医療情報部
- 薬剤部
- 臨床検査科
- 臨床栄養科
- 治験管理室
- 臨床工学科
- 脳神経センター
- 新生児センター

### チーム医療
- 院内感染対策チーム（ICT）
- 栄養サポートチーム（NST）
- 緩和ケアチーム
- 褥瘡対策チーム
- 医療安全の活動内容
- 呼吸ケアチーム（RST）

## 医療機関の指定・認定
（下表の出典）
| 保険医療機関                                   | 救命救急センター                       |
| 労災保険指定医療機関                           | 臨床研修病院                           |
| 指定自立支援医療機関（更生医療）               | 臨床修練指定病院                       |
| 指定自立支援医療機関（育成医療）               | がん診療連携拠点病院（国指定）         |
| 指定自立支援医療機関（精神通院医療）           | エイズ治療拠点病院                     |
| 身体障害者福祉法指定医の配置されている医療機関 | 特定疾患治療研究事業指定医療機関       |
| 精神保健指定医の配置されている医療機関         | 生活保護法指定医療機関                 |
| DPC対象病院                                    | 結核予防法指定医療機関                 |
| 指定療育医療医療機関                           | 指定養育医療医療機関                   |
| 小児慢性特定疾患治療研究事業指定医療機関       | 戦傷病者特別援護法指定医療機関         |
| 原子爆弾被害者医療指定医療機関                 | 原子爆弾被害者一般疾病医療取扱医療機関 |
| 母体保護法指定医の配置されている医療機関       | 公害医療機関                           |
| 災害拠点病院（地域）                           | 地域医療支援病院                       |

- 救急告示病院（二次救急、三次救急）[4][5]
- 原子力災害拠点病院（基幹）[6]
- がんゲノム医療連携病院[7]
- 公益財団法人日本医療機能評価機構認定病院[8]
- このほか、各種法令による指定・認定病院であるとともに、各学会の認定施設でもある。

## 付属施設
- 国立病院機構京都医療センター附属京都看護助産学校

## 交通アクセス
- 京阪本線「藤森駅」下車徒歩8分[9]
- JR奈良線「JR藤森駅」下車徒歩12分[9]
- 京阪バス「京都医療センター」バス停下車すぐ[9]

## 事案
- 2023年2月28日、知人の親族らが優先的に受診できるように便宜を図った見返りで現金を受け取ったなどとして、外科診療科長が収賄と国立病院機構法違反（秘密保持義務違反）の疑いで書類送検された。外科診療科長は2022年3月18日、会社役員の親族ら複数人が初診手続きなどで優遇されるよう働きかけたり、患者情報を漏洩したりするなどの便宜を図った見返りに、会社役員から現金150万円を受け取った疑いがある。また、2022年5月から8月までに患者の病状や治療状況などの情報を計7回、会社役員に漏らした疑いがある[10][11]。3月20日付で外科診療科長が収賄罪などで在宅起訴された[12]。